# Хидеки Тоджо
Хидеки Тоджо (на японски: 東條 英機) е японски политик, военачалник, генерал от Императорската армия на Япония, национален герой на Япония, ултрадесен националист и 40-и министър-председател на Япония (от 17 октомври 1941 г. до 22 юли 1944 г.).
След нападението над Пърл Харбър и други американски военни бази в Тихия океан, САЩ се включват във военните действия в Тихоокеанската кампания. За следвоенния международен военен трибунал той е военнопрестъпник, но за японците остава велик военачалник, дал живота си за императора на Япония.
След края на войната е осъден на смърт чрез обесване от Международния военен трибунал за военни престъпления в хода на т.нар. Токийски процес.

## Биография
Тоджо е роден на 30 декември в Токио. Той е третото дете на Хиденори Тоджо, който е генерал-лейтенант в Императорската армия. Баща му е от самурайска каста, а майка му е дъщеря на будистки свещеник. Семейството му е много престижно, но бедно. Като дете, Тоджо е упорит, няма чувство за хумор и е много буен – той често се въвлича в боеве с другите момчета. През 1899 г. е приет в училище за кадети.
През март 1905 г. завършва Японската академия с ранг втори лейтенант и е назначен в пехотата. По това време е подписан Портсмутския мирен договор, слагащ край на войната с Русия. Той е приет изключително зле от японското общество, а Тоджо е сред ядосаните тълпи. През 1918 – 1919 г. за кратко служи в Сибир като част от японска експедиционна сили за намеса в Руската гражданска война.
След края на Първата световна война, в периода 1919 – 1922 г. служи като военно аташе в японското посолство в Берлин. По това време започва да се оценяват административните му качества и става известен като строг дисциплинар. Той споделя, че единственото му хоби е работата му и че всичко, което е постигнал, дължи на упоритостта си.
През 1928 г. е назначен за командир на 1-ви пехотен полк. По-късно членове от този полк участват в потушаването на въстанието в Токио от края на февруари 1936 г. (т.нар. Инцидент от 26 февруари), целящо държавен преврат. През 1937 г. е назначен за началник-щаб на Квантунската армия в Манджурия. Завръща се в Токио през 1938 г. като заместник-министър на войната и един от водещите застъпници за Тристранния пакт с Германия и Италия. През юли 1940 г. е назначен за министър на войната в кабинета на министър-председателя Фумимаро Коное. На 18 октомври 1941 г. наследява Коное като министър-председател на страната, давайки обещание, че ще работи по програма за „Нов ред в Азия“. Той запазва позицията си и като министър на войната, като едновременно с това от 1942 г. е министър на външните работи, а от 1943 г. е и министър на образованието и министър на търговията и промишлеността.
По време на Втората световна война, на 7 декември 1941 г. той обявява, че Япония е в състояние на война със САЩ. Японските въоръжени сили бързо се възползват от успеха си при Пърл Харбър, за да увеличат владенията си из Тихия океан, както и на запад към Индия. Тази експанзия продължава с относителна лекота до средата на 1942 г. Тогава, след поражението в битката при Мидуей, Япония постепенно преминава в отбранителен режим и започва да губи остров след остров. Този рязък обрат изненадва дори американските въоръжени сили.
Бидейки трудолюбив и ефективен бюрократ, Тоджо е един от най-агресивните военачалници на Япония. Той ръководи военните действия на страната във войната и след поредицата от японски военни несполуки след 1942 г. получава на практика диктаторски правомощия, заемайки поста на началник-щаб на Генералния щаб на Императорската армия. Успешното съюзническо нахлуване на Марианските острови през лятото на 1944 г., обаче, силно отслабва правителството му, поради което е отстранен като началник-щаб на 16 юли 1944 г., а на 18 юли целият му кабинет от министри подават оставки. Четири дни по-късно за министър-председател на негово място е назначен Куниаки Коисо. Тоджо прекарва остатъка от войната във военния резерв, лишен от власт.
След капитулацията на Япония от 2 септември 1945 г., Тоджо се прострелва в гърдите на 11 септември 1945 г. в опит да се самоубие, но е спасен с медицински грижи. На 29 април 1946 г., заедно с други японски военачалници, Тоджо е обвинен във военни престъпления от международен военен трибунал в Токио в хода на т.нар. Токийски процес. Намерен е за виновен и е обесен на 23 декември 1948 г.

## Галерия
- Тоджо като млад.
- Кабинетът на Хидеки Тоджо, октомври 1941 г.
- Тоджо със съпругата си, Кацуко Ито, и внучката си, Юко Тоджо, 1941 г.
- Уан Дзинуей с Хидеки Тоджо през 1942 г.
- Тоджо след опита си за самоубийство.
- Тоджо пред международния военен трибунал в Токио, 1946 г.